# 직장 (해부학)

직장의 해부도

곧창자(rectum) 또는 직장(直腸)은 대장의 제일 끝부분부터 항문까지의 부분으로 길이는 약 20cm이다. 대변이 나오기 전에 잠시 보관하는 일을 한다.

## 같이 보기
- 위창자길
- 주름창자
- 항문관
- 항문